# Championnat de Roumanie de football 1987-1988
Navigation
Saison précédente Saison suivante
La saison 1987-1988 du Championnat de Roumanie de football était la 70e édition de la première division roumaine. Le championnat rassemble les 18 meilleures équipes du pays au sein d'une poule unique, où chaque club rencontre tous ses adversaires 2 fois, à domicile et à l'extérieur.
C'est le club du Steaua Bucarest, triple tenant du titre, qui termine une nouvelle fois en tête du championnat et remporte le 13e titre de champion de Roumanie de son histoire. Le Steaua réussit le doublé Coupe-championnat en battant le Dinamo Bucarest en finale de la Coupe de Roumanie.

## Les 18 clubs participants
| - Dinamo Bucarest - ASA Târgu Mureș - Promu de Divizia B - FC Petrolul Ploiesti - Steaua Bucarest - Petrom Flacara Moreni - Sportul Studentesc Bucarest - CSM Suceava - Promu de Divizia B - Universitatea Craiova - Politehnica Timisoara - Promu de Divizia B | - FC Brasov - FC Arges Pitesti - FC Olt Scornicesti - SC Bacau - FC Rapid Bucarest - FC Corvinul Hunedoara - AS Victoria Bucarest - Otelul Galati - Universitatea Cluj |

## Compétition

### Classement
Le classement est établi en utilisant le bareme suivant :
- Victoire : 2 points
- Match nul : 1 point
- Défaite, forfait ou abandon : 0 point

| Rang | Équipe                      | Pts | J  | G  | N | P  | Bp  | Bc | Diff |
| ---- | --------------------------- | --- | -- | -- | - | -- | --- | -- | ---- |
| 1    | Steaua Bucarest (T) (C)     | 64  | 34 | 30 | 4 | 0  | 114 | 18 | +96  |
| 2    | Dinamo Bucarest             | 63  | 34 | 30 | 3 | 1  | 107 | 25 | +82  |
| 3    | Victoria Bucarest           | 40  | 34 | 18 | 4 | 12 | 58  | 41 | +17  |
| 4    | Otelul Galati               | 39  | 34 | 18 | 3 | 13 | 49  | 46 | +3   |
| 5    | Universitatea Craiova       | 36  | 34 | 16 | 4 | 14 | 61  | 51 | +10  |
| 6    | Petrom Flacăra Moreni       | 33  | 34 | 13 | 7 | 14 | 40  | 48 | -8   |
| 7    | FC Corvinul Hunedoara       | 30  | 34 | 13 | 4 | 17 | 54  | 63 | -9   |
| 8    | FC Brașov                   | 29  | 34 | 11 | 7 | 16 | 47  | 51 | -4   |
| 9    | FC Argeș Pitești            | 29  | 34 | 11 | 7 | 16 | 41  | 47 | -6   |
| 10   | Universitatea Cluj          | 29  | 34 | 11 | 7 | 16 | 39  | 54 | -15  |
| 11   | ASA Târgu Mureș (P)         | 29  | 34 | 13 | 3 | 18 | 49  | 66 | -17  |
| 12   | SC Bacău                    | 29  | 34 | 10 | 9 | 15 | 37  | 54 | -17  |
| 13   | FC Rapid Bucarest           | 29  | 34 | 10 | 9 | 15 | 36  | 58 | -22  |
| 14   | Sportul Studentesc Bucarest | 28  | 34 | 10 | 8 | 16 | 43  | 50 | -7   |
| 15   | FC Olt Scornicești          | 28  | 34 | 12 | 4 | 18 | 38  | 63 | -25  |
| 16   | Politehnica Timișoara (P)   | 26  | 34 | 10 | 6 | 18 | 35  | 53 | -18  |
| 17   | Petrolul Ploiești           | 26  | 34 | 10 | 6 | 18 | 25  | 52 | -27  |
| 18   | CSM Suceava (P)             | 25  | 34 | 10 | 5 | 19 | 39  | 69 | -30  |

|  | Qualifié pour la Coupe des clubs champions 1988-1989 |
|  | Qualifié pour la Coupe des Coupes 1988-1989          |
|  | Qualifié pour la Coupe UEFA 1988-1989                |
|  | Relégation en Divizia B                              |

## Bilan de la saison
| Tableau d'Honneur                   |                 |
| Compétition                         | Vainqueur       |
| Championnat de Roumanie de football | Steaua Bucarest |
| Coupe de Roumanie de football       | Steaua Bucarest |

| Qualifications européennes          |                                    |
| Compétition                         | Qualifié                           |
| Coupe des clubs champions 1988-1989 | Steaua Bucarest                    |
| Coupe des Coupes 1988-1989          | Dinamo Bucarest                    |
| Coupe UEFA 1988-1989                | AS Victoria Bucarest Otelul Galati |

| Promotions et relégations |                                                        |
| Promus en Divizia A       | Farul Constanta FC Inter Sibiu FC Bihor Oradea         |
| Relégués en Divizia B     | Politehnica Timisoara FC Petrolul Ploiesti CSM Suceava |